# Chlorostilbon gibsoni
Chlorostilbon gibsoni là một loài chim trong họ Trochilidae.